# Cavalca Montefeltro
Cavalca Montefeltro va ser fill de Bonconte I Montefeltro.
En la divisió de territoris del 29 d'agost de 1258 li va pertocar el castell de Begno; el 1288 va esdevenir vassall del bisbe de Gubbio. El 1294 va combatre contra els güelfs de la Marca d'Ancona.
Va deixar dos fills: Galeotto de Begno i Guiu.